# Cuza Vodă (Salcia Tudor), Brăila
Cuza Vodă (în trecut, și Regele Ferdinand) este un sat în comuna Salcia Tudor din județul Brăila, Muntenia, România. Are o populație de 1024 locuitori.